# Festival Green Man
El Festival Green Man es un festival independiente de música, ciencia y arte que se celebra anualmente a mediados de agosto en Brecon Beacons, Gales. Actualmente es un evento de una semana de duración con capacidad para 25000 personas, en el que predomina la música en directo (en particular, alternativa, indie, rock, folk, dance y americana). El recinto del festival está dividido en 10 áreas, que acogen eventos de literatura, cine, comedia, ciencia, teatro, bienestar y familia. También es posible alojarse durante una semana en el recinto del festival, conocido como el Asentamiento, y explorar los alrededores.
El festival se ha ido expandido a través de otras iniciativas como la creación de un ala caritativa llamada Green Man Trust y el lanzamiento de su propia gama de cerveza llamada Green Man Growler. En 2018, los conciertos principales incluyeron a Fleet Foxes, The War on Drugs y Public Service Broadcasting. En 2019, los cabezas de cartel fueron Father John Misty, Four Tet e Idles. En 2021, los cabezas de cartel fueron Mogwai, Caribou, Tirzah y Fontaines D.C.

## Premios y prensa

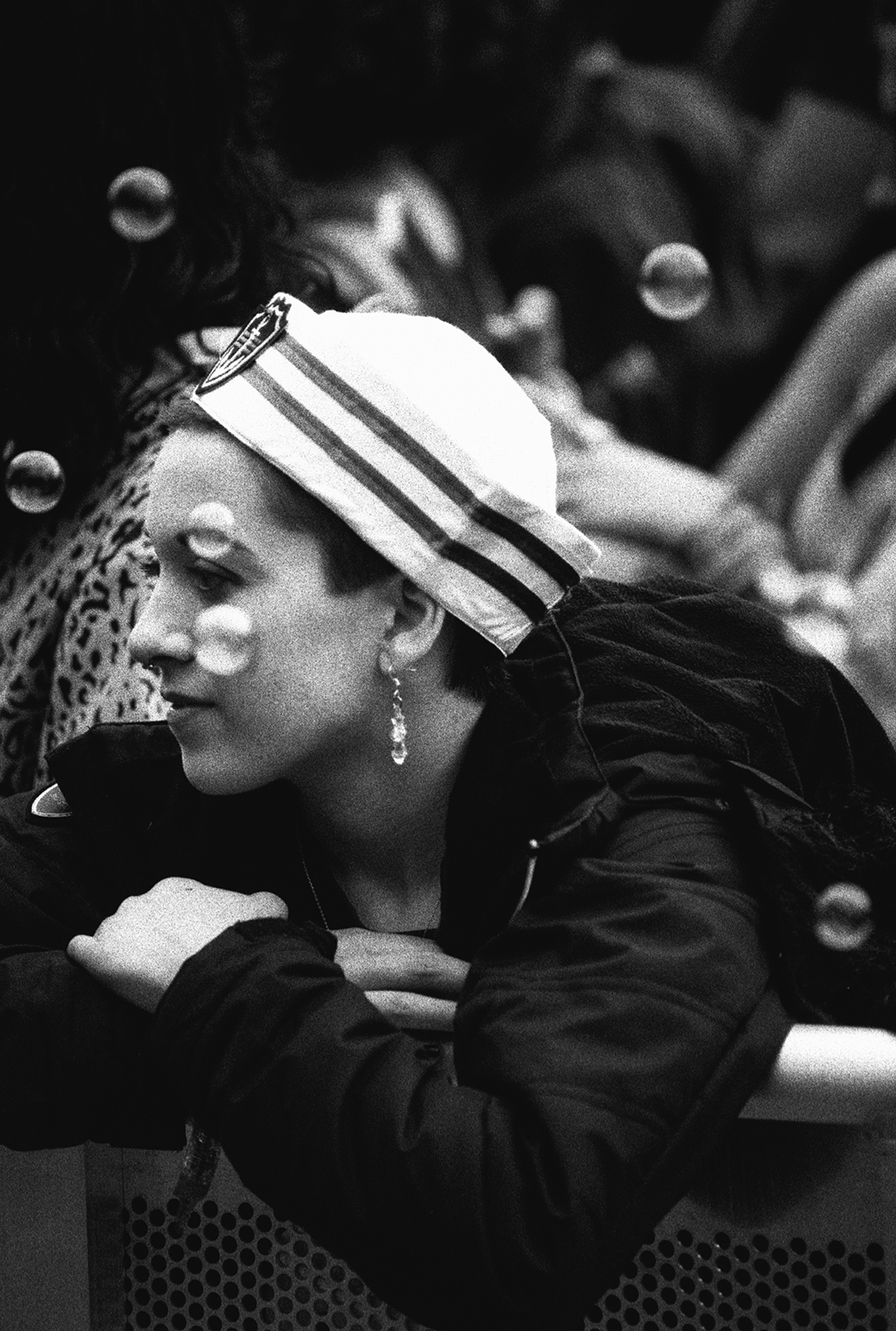
Una mujer enmarcada por burbujas en el Green Man Festival 2021

Reconocido por su enfoque ético y no corporativo, el Festival Green Man ha ganado varios premios incluyendo "Best Medium Size Festival 2010" y "Grass Roots Festival 2012". En 2015 ganó en la categoría "Mejor Festival" en los Live Music Business Awards. Como Directora Gerente Fiona Stewart recibió el Premio de Logros Destacados en los UK Festival Awards en 2013. Es el mayor festival contemporáneo de música y arte en Gales y ha recibido un importante estatus de evento por parte del Gobierno galés debido al impacto positivo del festival y la creación de riqueza asociada a él.
Green Man es objeto regularmente de artículos y críticas en la prensa internacional, nacional y local. En 2021, el Guardian, el NME y el iPaper le concedieron varias reseñas de 5 estrellas. The Quietus afirmó que "se reivindica como uno de los mejores festivales de Europa"; the Guardian escribió que el festival de 2018 "demostró de nuevo por qué Green Man es uno de los festivales más queridos del Reino Unido" y Cosmopolitan afirmó que "Green Man es el festival más queer-friendly del Reino Unido".

## Carteles
2021 Mogwai, Caribou, Fontaines D.C., Tirzah, Thundercat, Teenage Fanclub, Django Django, This Is The Kit, Jose Gonzalez, Gruff Rhys, The Staves, Nadine Shah, Black Midi, Shame, Lump, Kokoroko, BC Camplight, Nubya Garcia, Self Esteem, Richard Dawson, Kelly Lee Owens, Ghost Poet, Greentea Peng, Georgia, Snapped Ankles, Goat Girl, Billie Marten, Erland Cooper, Catrin Finch & Seckou Keita, Gwenno, Vanishing Twin, Porridge Radio, Viagra Boys, Working Men's Club, Boy Azooga, Ross From Friends (live), The Orielles, Matt Maltese, Emma-Jean Thackray, Pictish Trail, The Surfing Magazines, Peggy Sue, Yazmin Lacey, Overmono, Los Bitchos, Big Joanie, Jockstrap, Crack Cloud, Giant Swan, DJ Rap, Stephen Fretwell, Hen Ogledd, Alabaster Deplume, Falle Nioke, Liz Lawrence, Wu-Lu, Katy J Pearson, Steam Down, PVA, Sinead O’Brien, Phoebe Green, NewDad, King Hannah, Hak Baker, H.Hawkline, Loraine James, Hannah Holland, Sarathy Korwar, Deep Throat Choir, Broadside Hacks, Fenne Lily, Ed Dowie, Buzzard Buzzard Buzzard, Peaness, Home Counties, Yard Act, The Lounge Society, Wet Leg, Matilda Mann, Gwenifer Raymond, Studio Electrophonique, Tony Njoku, LYR, John, The Golden Dregs, Deliluh, The Cool Greenhouse, Speedboat, Blood Wizard, Bugs, Caroline, Do Nothing, Drug Store Romeos, Duski, Egyptian Blue, Iwan Rheon, The Goa Express, Gonhill, Hanya, Laundromat, Lazarus Kane, Martha Skye Murphy, Melin Melyn, Modern Woman, Nuha Ruby Ra, Panic Shack, Pet Deaths, Prima Queen, Roscoe Roscoe, Sister Wives, Teddy Hunter, Tina, Alfresco Disco, Art School Girlfriend DJ, Big Jeff, Birthday Club, Charlotte Church's Late Night Pop Dungeon, Deptford Northern Soul Club, Dutty Disco, Hot Singles Club

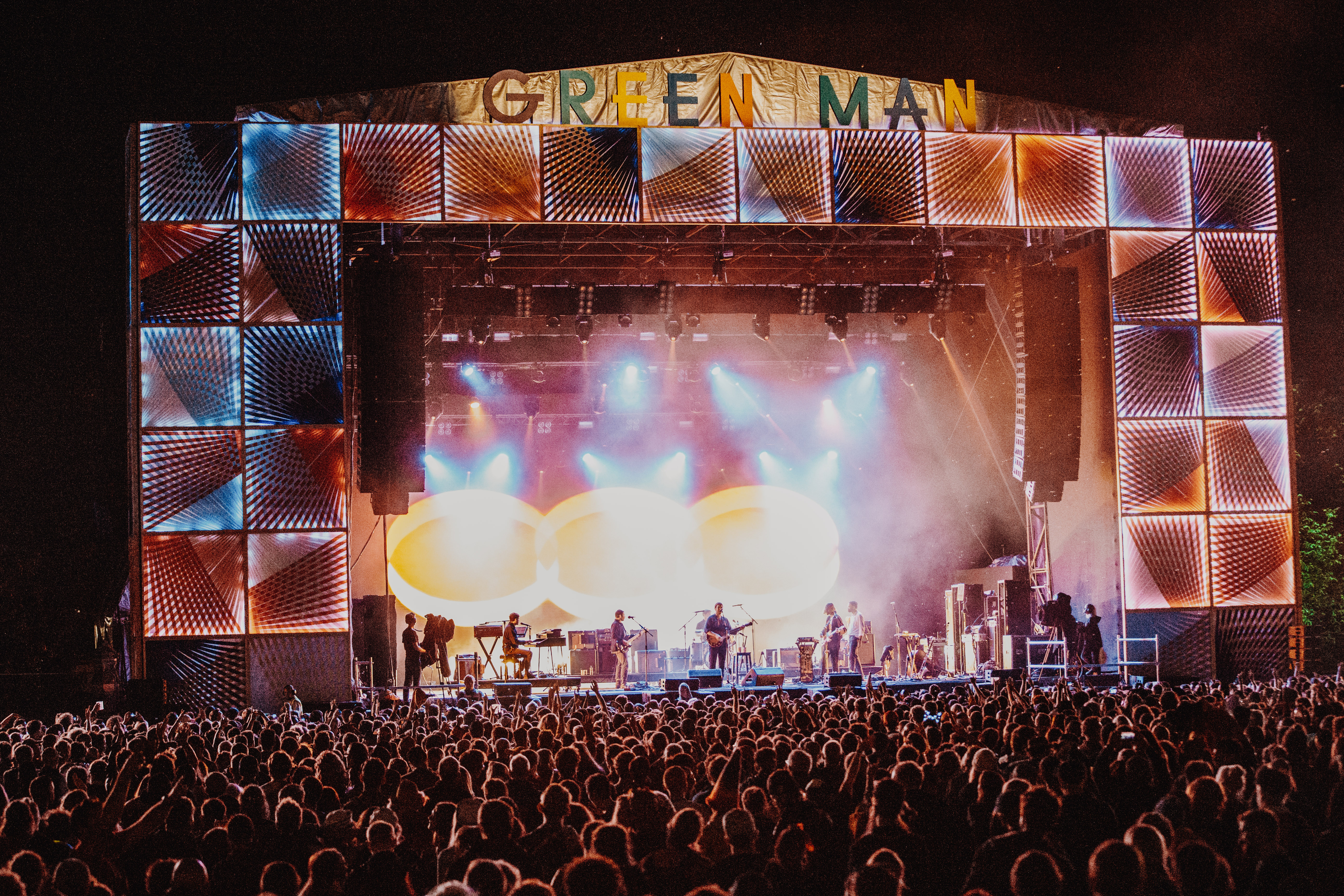
Fleet Foxes, cabezas de cartel en 2018

2019 A Certain Ratio, Adwaith, Aidan Moffat & RM Hubbert, Aldous Harding, Alex Rex, Alfresco Disco, Amadou & Mariam, Anais Mitchell, Anna St Louis, Arlo Day, Art School Girlfriend, Audiobooks, Avi Buffalo, Beabadoobee, Bess Atwell, Big Thief, Bill Ryder-Jones, Black Country, New Road, Bodega, Bridget St John, Brigid Mae Power, Callum Easter, Car Seat Headrest, Chappaqua Wrestling, Chelou, Chloe Foy, Deptford Northern Soul Club, DJ Big Jeff, Dry Cleaning, Durand Jones & The Indications, Dutty Disco, Eels, Eitha Da, Ex:Re, Ezra Collective, Father John Misty, Fever Club, Four Tet, Foxwarren, George Ogilvie, Greg Wilson, Grimm Grimm, Gwenifer Raymond, Gwenno, Hand Habits, Heavenly Jukebox, Hen Ogledd, Idles, James Heath, James Yorkston, Jerry, Jesca Hoop, Jockstrap, Johanna Samuels, John Talabot, Julia Jacklin, Just Mustard, Khruangbin, Lamb, Lee Fields & The Expressions, Malena Zavala, Mama's Broke, Mapache, Maribou State, Marika Hackman, Meggie Brown, Modern Nature, Molly Payton, N0V3L, Nilufer Yanya, Oscar Lang, Peaness, Penelope Isles, Pet Shimmers, Pictish Trail, Pigs Pigs Pigs Pigs Pigs Pigs Pigs, Porridge Radio, Pottery, Pozi, PVA, Richard Thompson, Rosehip Teahouse, Say Sue Me, Scalping, Self Esteem, Sharon van Etten, Shy FX, Skinny Pelembe, Snapped Ankles, Sons of Kemet, Spiritcake, Squid, Squirrel Flower, Stealing Sheep, Stella Donnelly, Stereolab, Steve Mason, Tamino, The Beths, The Big Moon, The Comet is Coming, The Growlers, The Intergalactic Republic of Kongo, The Liminanas, The Mauskovic Dance Band, These New Puritans, The Wedding Present, Tim Presley's White Fence, Tiny Ruins, TVAM, Villagers, Whitney, Willie J Healey, Wych Elm, Yak, Yo La Tengo

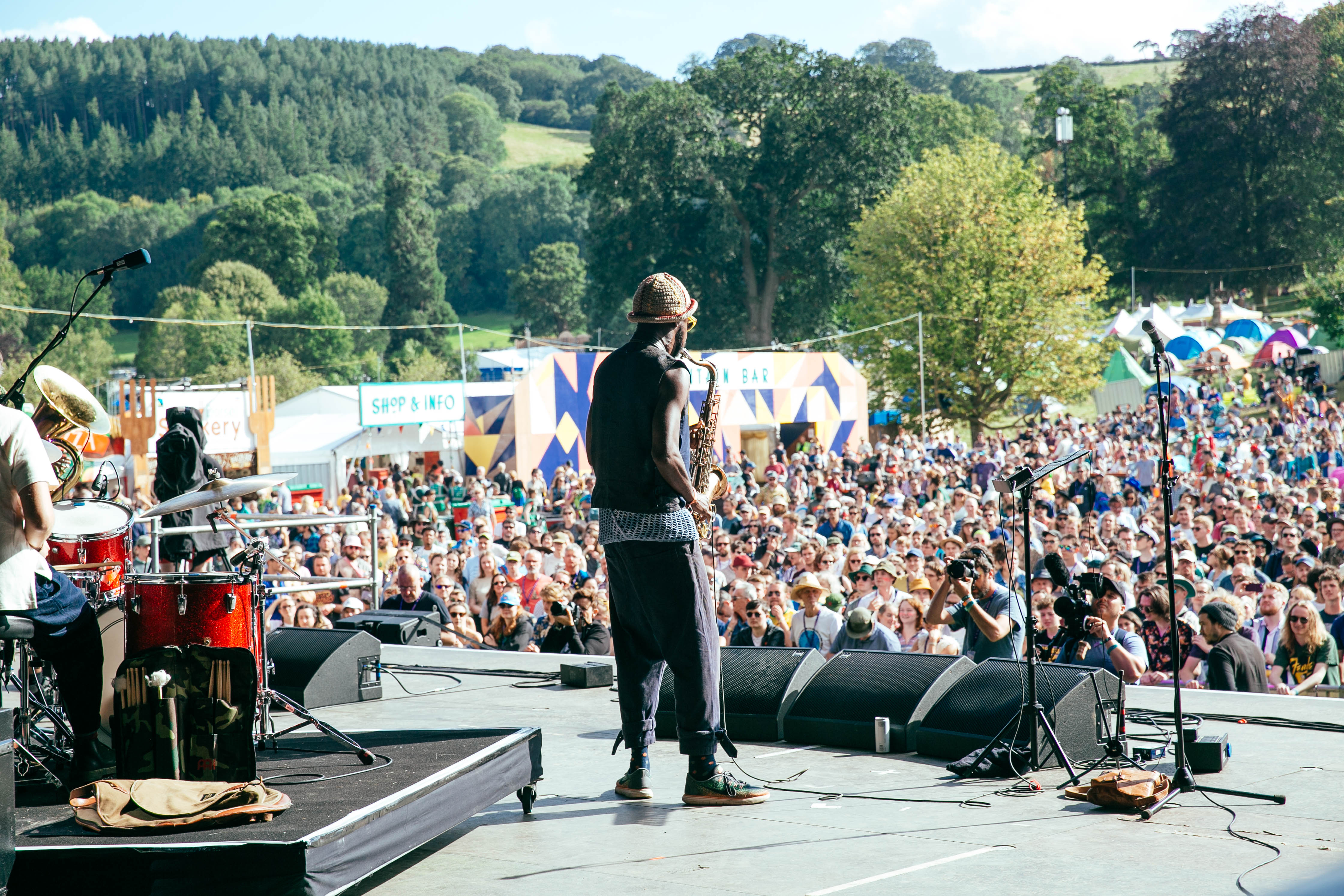
Sons of Kemet, Green Man 2019

2018 Fenne Lily, The War on Drugs, Fleet Foxes, Brian Jonestown Massacre, Lemon Twigs, Teenage Fanclub, Anna Calvi, Dirty Projectors, The Wedding Present
2017 PJ Harvey, Ryan Adams, Future Islands, Kate Tempest, Angel Olsen, Thee Oh Sees, Saint Etienne, Sleaford Mods, Conor Oberst, Julia Jacklin, Ride, Pictish Trail and The Big Moon.
2016 Belle and Sebastian, James Blake, Laura Marling, Wild Beasts, Warpaint, Grandaddy, Tindersticks, Julia Holter, White Denim, Battles, BC Camplight, Unknown Mortal Orchestra, Floating Points, Ezra Furman, Michael Rother, Songhoy Blues, Jagwar Ma, Cate Le Bon, Fat White Family
2015 St Vincent, Super Furry Animals, Hot Chip, Leftfield, Slowdive, Goat, Father John Misty, Calexico, Television, Mew, Courtney Barnett, The Fall, Public Service Broadcasting, Temples, The Staves, Charles Bradley, Sun Ra Arkestra, Matthew E. White, Hunck, Beyond The Wizards Sleeve, The 2 Bears, Viet Cong, Dan Deacon, Waxahatchee, Hookworms, Marika Hackman, Emmy the Great
2014 Neutral Milk Hotel, Mercury Rev, Beirut, The Waterboys, Bill Callahan, Caribou, First Aid Kit, Slint, Nick Mulvey, The War on Drugs, Kurt Vile, Sharon Van Etten, Daughter, Poliça, Real Estate, Mac DeMarco, Panda Bear, Anna Calvi, Georgia Ruth, H. Hawkline, Sen Segur, Memory Clinic
2013 Kings of Convenience, Band of Horses, Ben Howard, Patti Smith, Fuck Buttons, Villagers, Swans, John Cale, Edwyn Collins, Stornoway, The Horrors, Midlake, Beak, Moon Duo, Parquet Courts, Phosphorescent, Jacco Gardner, Jon Hopkins, Sweet Baboo, Grass House, Roy Harper, Erol Alkan, Veronica Falls, Unknown Mortal Orchestra, Local Natives, Low, Darkstar, British Sea Power

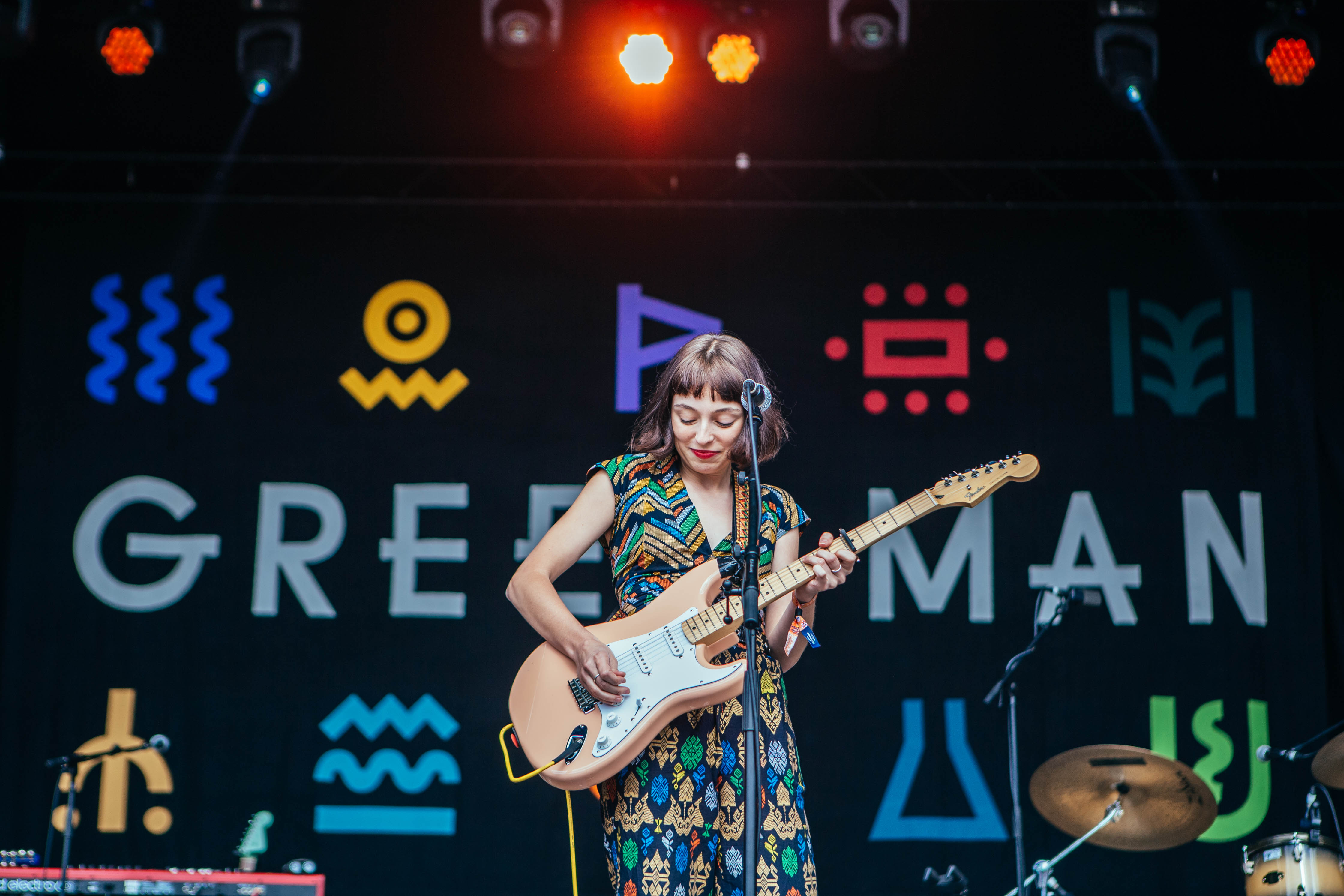
Stella Donnelly, Green Man Festival 2019

2012 Mogwai, Feist, Van Morrison, The Tallest Man On Earth, The Walkmen, Yann Tiersen, The Felice Brothers, Tune-Yards, Jonathan Richman, Dexys, Michael Kiwanuka, Cate Le Bon
2011 Fleet Foxes, Explosions In The Sky, Iron and Wine, The Low Anthem, Noah & The Whale, James Blake, Bellowhead, Villagers, Laura Marling, Robyn Hitchcock, The 2 Bears, Andrew Weatherall
2010 Doves, The Flaming Lips, Joanna Newsom, Mumford & Sons, Beirut, Billy Bragg, The Unthanks, Tindersticks, Laura Marling, Darwin Deez, John Grant, Fionn Regan, Fuck Buttons, Wild Beasts, Girls, Johnny Flynn, These New Puritans, The Tallest Man on Earth, Summer Camp, Steve Mason, "Metronomy Presents"
2009 Animal Collective, Jarvis Cocker, Wilco, Bon Iver, Wooden Shjips, British Sea Power, Errors, Grizzly Bear, Peggy Sue, Erland & The Carnival, Andrew Bird, Trembling Bells, Dirty Three
2008 Spiritualized, Super Furry Animals, Pentangle, Richard Thompson, Iron & Wine, The National, Laura Marling, Radio Luxembourg
2007 Joanna Newsom, Robert Plant, Stephen Malkmus, Devendra Banhart, Bill Callahan, Vashti Bunyan, Stephen Duffy & The Lilac Time, Battles, Seasick Steve, Gruff Rhys, Vetiver, Tunng, Steve Adey, John Renbourn, The Aliens, The Earlies
2006 Donovan, Jose Gonzalez, Calexico, Bat for Lashes, Micah P. Hinson, Jack Rose, Adem, Marissa Nadler
2005 Incredible String Band, Bonnie Prince Billy, Joanna Newsom, Adem, Wizz Jones, Tunng

## Historia
El Festival Green Man fue fundado por Jo Bartlett y Danny Hagan como un evento de un día para 300 personas en el castillo de Craig-y-Nos, Brecon, en 2003. El festival se trasladó a Baskerville Hall, fuera de Hay-on-Wye, para un evento de dos días en 2004, y para 2005 se había transformado en un evento de tres días. El festival contó con la asistencia de 300 personas en 2003, su primer año, 1000 en 2004 y 3000 en 2005. Fiona Stewart se incorporó en 2006 como Directora Gerente. En el mismo año, el responsable de prensa del festival Ken Lower fue convertido en accionista minoritario sin derecho a voto, y el equipo trasladó el festival a su ubicación actual en el parque Glanusk cerca de Crickhowell, en el parque nacional de Brecon Beacons en Gales y aumentó su capacidad a 6000 personas. En 2009 Danny Hagan renunció como director, conservando sus acciones, y Ken Lower vendió las suyas. En 2011 Jo y Danny vendieron sus acciones a Fiona Stewart y dejaron la empresa. Fiona aumentó la capacidad de 15000 a 25000 espectadores y Green Man es actualmente el único gran festival de música independiente del Reino Unido en tener una directora con control de la propiedad. 

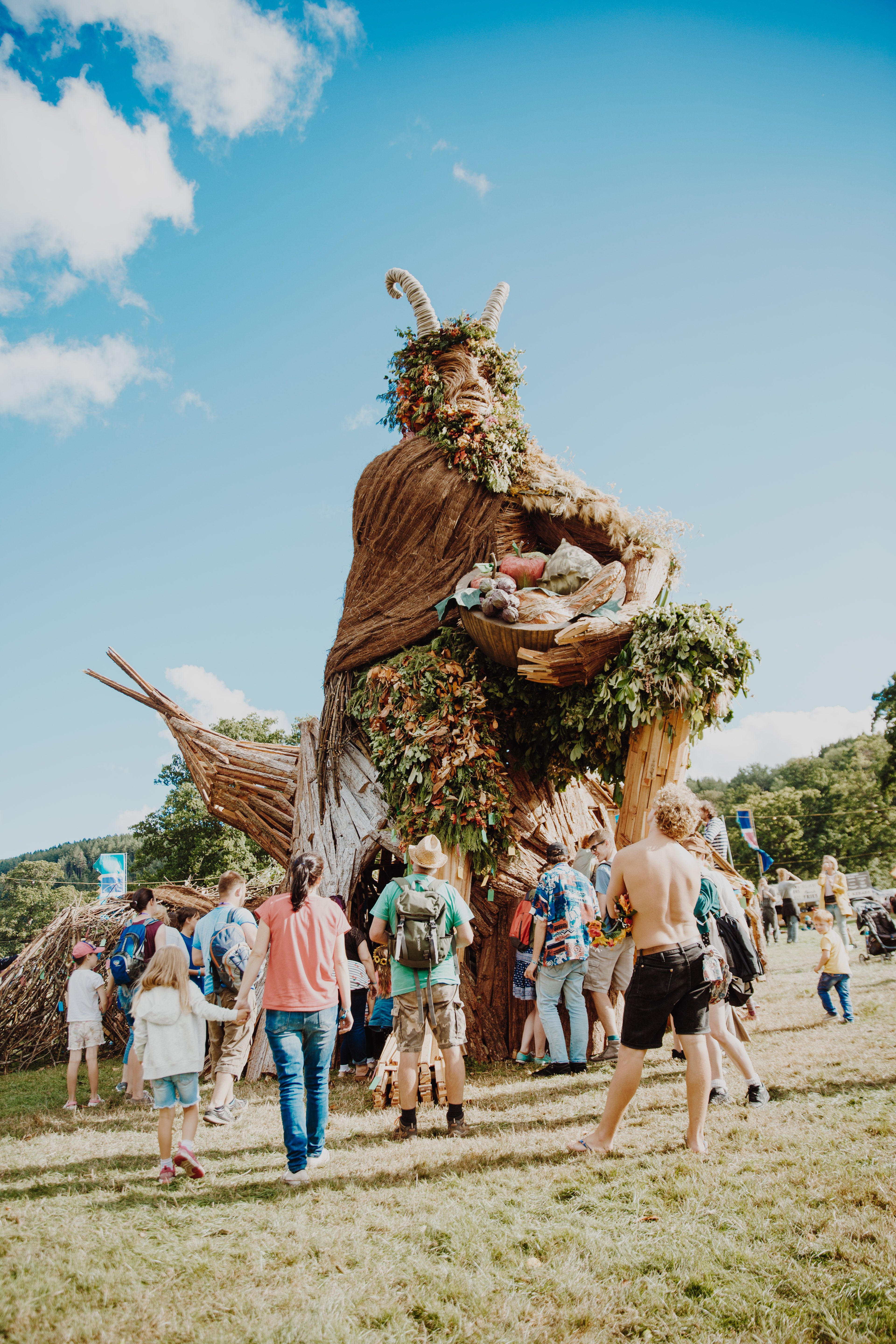
La estatua The Green Man, que es quemada al final de cada edición del festival

En 2012, el festival tuvo una capacidad diaria de 15000 personas y los conciertos principales fueron Mogwai, Van Morrisson y Feist. Para 2013, el festival tenía 20000 visitantes. El festival de 2017 celebró el 15º aniversario del evento.  En 2018, tuvo 25000 visitantes, con cabezas de cartel como Fleet Foxes, The War on Drugs y Public Service Broadcasting. Bandas y DJs proponen una amplia variedad de estilos musicales, incluyendo indie, americana, folk, psicodelia, reggae y electro. En 2019, los cabezas de cartel eran Stereolab, Four Tet e Idles. Los principales conciertos anunciados para 2020 fueron Caribou, Goldfrapp, Michael Kiwanuka, Mac DeMarco y Little Dragon - la edición de 2020 fue postergada debido a la pandemia CO05-19 y reemplazada por una versión digital.
Además de las áreas de música, el festival tiene una zona de spa y bienestar, zonas de niños y adolescentes, un área de participación científica llamada Jardín de Einstein, tiendas de literatura, cine y comedia. El festival regularmente agota sus entradas con meses de anticipación y en 2018 contribuyó en 10.4 millones de libras a la economía galesa.
El Festival Green Man rechaza el patrocinio comercial y, por lo tanto, puede centrarse en proveedores locales de alimentos y bebidas galeses, en lugar de estar atados a acuerdos corporativos.
Además emplea directamente a sus trabajadores, pagando un salario digno y tiene un importante enfoque ético y ambiental, utilizando la energía solar tanto como sea posible.Los servicios de comida y bebida deben cumplir normas como la acreditación Fairtrade, Red Tractor y Marine Conservation Society. En 2019, Help Refugees (conocido actualmente como Choice Love) y Newport to Calais Aid Collective recogieron tiendas donadas para ser recicladas y reutilizadas. El festival nunca ha utilizado plásticos de uso único y anima a las empresas de catering a utilizar productos galeses.

## Organizaciones benéficas, trabajo comunitario y asociaciones regionales
El festival es un socio benéfico de The Bevan Foundation y Oxfam Cymru, Cymdeithas yr laith Gymraeg, RSPB Cymru y Brecon Beacons National Park Authority, todos ellos con puestos propios en el festival. Cada año se asignan 40 puestos (por un valor superior a 17000 libras) a organizaciones benéficas y organizaciones sin ánimo de lucro galesas. Anualmente se recaudan 20000 libras para proyectos de arte y deportes locales a través de un desfile dirigido por los Cwmdu Friends. En 2013 se recaudaron más de 16000 libras para un viaje caritativo a Uganda para estudiantes de la escuela secundaria local de Crickhowell. Desde 2010 el festival ha recaudado 250000 libras en donaciones para organizaciones benéficas. Un informe de Música del Reino Unido de 2015, compilado a partir de la investigación de Oxford Economics, identificó a Green Man, junto con el Centro del Milenio de Gales, como uno de los principales impulsores del turismo musical en Gales. En 2021 Green Man se asoció con My Discombobulated Brain, una organización benéfica de salud mental galesa, para formar a sus administradores en Conciencia de Salud Mental.  

### Green Man Trust
El Green Man Trust es el ala de caridad del festival, su objetivo es crear programas de desarrollo de las artes, oportunidades de formación, compromiso científico y lograr un cambio positivo en las comunidades galesas. El actual embajador de Green Man Trust es el actor y músico galés, Iwan Rheon, cuyo trabajo ha incluido Juego de Tronos, Inadaptados y Riviera. Hasta 2020 había proporcionado 92 subvenciones comunitarias, apoyado a más de 5000 artistas emergentes, capacitado a más de 2000 personas y financiado más de 200 proyectos científicos. Los programas de capacitación han incluido la asociación con Merthyr Tydfil College y el Ejército de Salvación en Cardiff para impartir capacitación y tutoría a jóvenes adultos de entornos desfavorecidos. En 2020, el fideicomiso prometió un fondo de emergencia para apoyar a los galeses afectados por las inundaciones causadas por la tormenta Dennis comprometiendo más de 20000 libras en ayudas.

## Otras empresas
- Lanzado en 2008, Green Man Rising es un concurso anual en el que un festival recientemente creado es elegido por un panel de expertos de la industria musical para abrir el Mountain Stage el primer día del festival.
- Green Man Growler es la cerveza elaborada por el festival, se vende en el festival desde 2012 y se puso a la venta online como cerveza en lata en 2020.
- En 2006 Green Man acogió su primera fiesta anual en barco en el río Támesis. El evento contó con una selección de música en directo, sesiones de DJ y un bar. La última fiesta del barco en 2012 contó con actuaciones de Field Music, Three Trapped Tigers y Tom Williams & The Boat. En 2016, Green Man renombró la fiesta del barco a Green Man Ahoy!. El evento tuvo lugar el 7 de mayo de 2016 y contó con Slow Club, Gengahr y Palace Winter.[28]
- En septiembre de 2015, el festival llevó su bar Courtyard a King's Cross en Londres para una celebración de cuatro días de cerveza y sidra galesa. Más de 180 cervezas y sidras fueron comprados a cerveceros galeses independientes. La música en directo corrió a cargo de Ibibio Sound Machine, Stealing Sheep, Boxed In, Meilyr Jones, C Duncan, Cairobi y The Wave Pictures. El cartel del domingo fue coorganizado con Moshi Moshi Records.[29]
- El festival celebró el Día de San David con un evento especial de un día en la casa Cecil Sharp de Londres. Se llamaba «Hwyl» (término galés lírico para «diversión») y era una celebración de la cultura galesa, la artesanía y la gastronomía con charlas, teatro, narración y comedia. En 2015, la música en directo la pusieron Teleman, Georgia Ruth, Stanley Brinks, Sweet Baboo y Cowbois Rhos Botwnnog.[30] El HWYL no tuvo lugar en 2016.
- Busk On The Usk fue un festival gratuito de un día celebrado en Newport, Gales del Sur en varios lugares a lo largo de las orillas del río Usk. El evento fue la contribución de la Música Contemporánea Galesa a la Olimpiada Cultural de Londres 2012 y fue coproducido por Fiona Stewart. Contó con un programa de música en directo, debates y conferencias, instalaciones de arte y puestos de comida locales. El evento fue organizado por Green Man con la ayuda de la gente de Newport junto con las contribuciones de varias organizaciones culturales más importantes de Gales, entre ellas el Festival Sŵn. La selección de música incluyó a Scritti Politti, Anna Calvi, Cate Le Bon y Jon Langford. Se estima que 6.000 personas asistieron al evento.